# Kleinlöschgerät

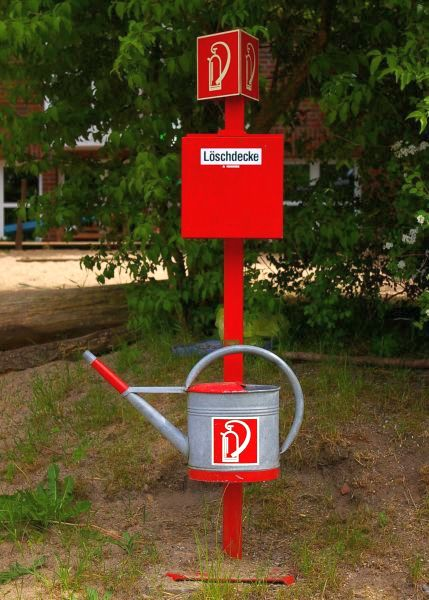
Beispiel für ein Kleinlöschgerät (hier bei einem Kindergarten)

Kleinlöschgeräte sind Löschgeräte, die nur ein begrenztes Löschvermögen haben, und daher nur zum Ablöschen von Klein- und Entstehungsbränden verwendet werden können.
Als wichtiges Mittel im vorbeugenden Brandschutz sind diese oft an gut erreichbaren Stellen aufgestellt, beispielsweise in der Küche oder neben der Theaterbühne.
Beispiele für Kleinlöschgeräte sind:
- Feuerlöscher
- Kübelspritze
- Löschdecke
- Löscheimer
- Feuerpatsche
- Impulsfeuerlöschgerät

Aktuell in Verwendung kommen auch Löschgeräte, die entweder die Kübelspritze ersetzen oder bei nicht-wasserführenden Fahrzeugen wie Rüstwagen eine Schnellangriffseinrichtung darstellen. Es handelt sich meist um über Druckluftflaschen betriebene Hochdrucklöschgeräte für 6–100 l Wasser bzw. Druckluftschaum, die entweder tragbar als Feuerlöscher, als Trolley, oder von Auszugsschlitten aus eingesetzt werden können. Davon zu unterscheiden sind kompakte Hochdruck-Löschaggregate, die als motorbetriebene Feuerlöschpumpen ausgeführt sind.

## Geschichte
Zur Bevorratung und Benutzung von Löscheimern und auch der Verhütung eines Brandes bestanden unter Pfalzgraf Karl IV. entsprechende Anordnungen aus dem Jahr 1772. Streng wurde darauf geachtet, dass stets jeder Hauswirt einen mit Wasser gefüllten Zuber bereitstehen und einen mit Namen versehenen ledernen Feuereimer greifbar hatte. Die jeweilige Gemeinde musste eine bestimmte Anzahl von Eimern vorrätig halten. Es durfte kein Einwohner heiraten oder als Untertan angenommen werden, der nicht den Gemeindeeimern einen neuen, mit Jahreszahl und Namen versehenen zugeliefert hatte.